# 布爾布卡塔鄉

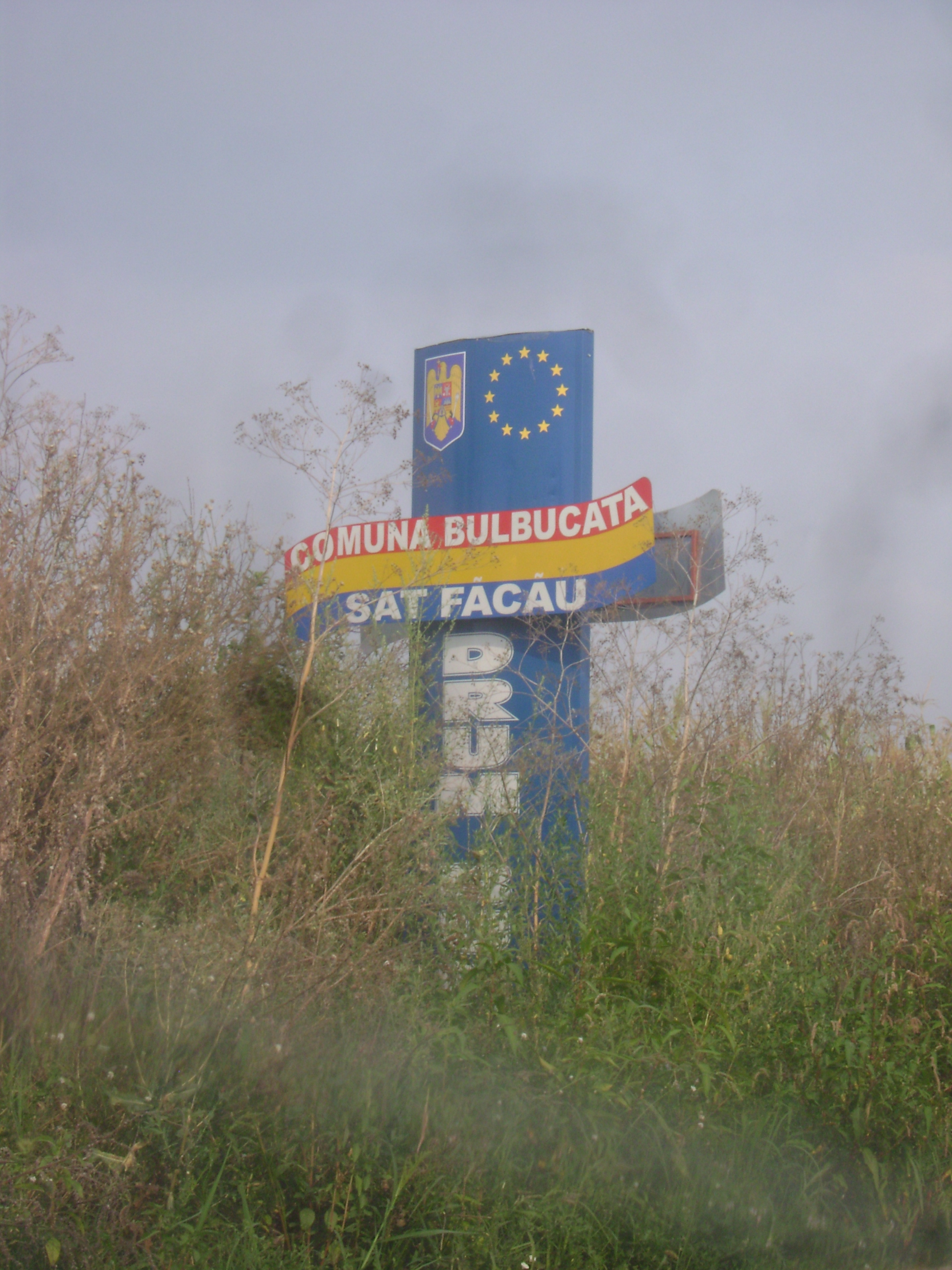

44°17′N 25°48′E / 44.283°N 25.800°E
布爾布卡塔鄉（羅馬尼亞語：Comuna Bulbucata, Giurgiu），是羅馬尼亞的鄉份，位於該國南部，由久爾久縣負責管轄，面積25平方公里，海拔高度77米，2007年人口1,451，人口密度每平方公里59人。